# UH-1Y毒液直升機

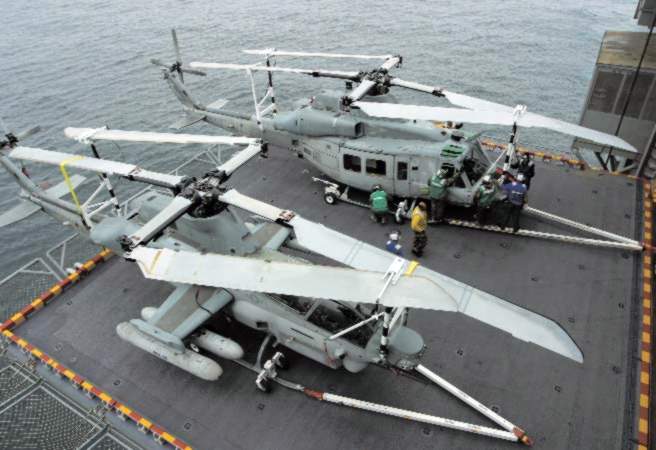
2005年，UH-1Y和AH-1Z孿生兄弟，在美国海军 "巴丹 "号（LHD-5）上进行试验。

UH-1Y毒液（UH-1Y Venom）是美國UH-1直升機一種升級改型，也稱超級休伊，約84%零件沿用。1996年起美國海陸開始了直升機升級專案，100台UH-1N和180台AH-1W被排定升級，也就是日後的AH-1Z奎蛇和UH-1Y毒液機型。
UH-1Y毒液升級了發動機和全數位資料鏈駕駛艙，並加裝FLIR偵蒐系統。

## 技術規格
参考资料：Bell UH-1Y guide, International Directory of Civil Aircraft
基本信息
- 机组：2-3
- 容量：6,660 lb (3,020 kg)載運力可搭 10人或6副擔架[5]

性能
- 续航时间：3.3 hr

武器

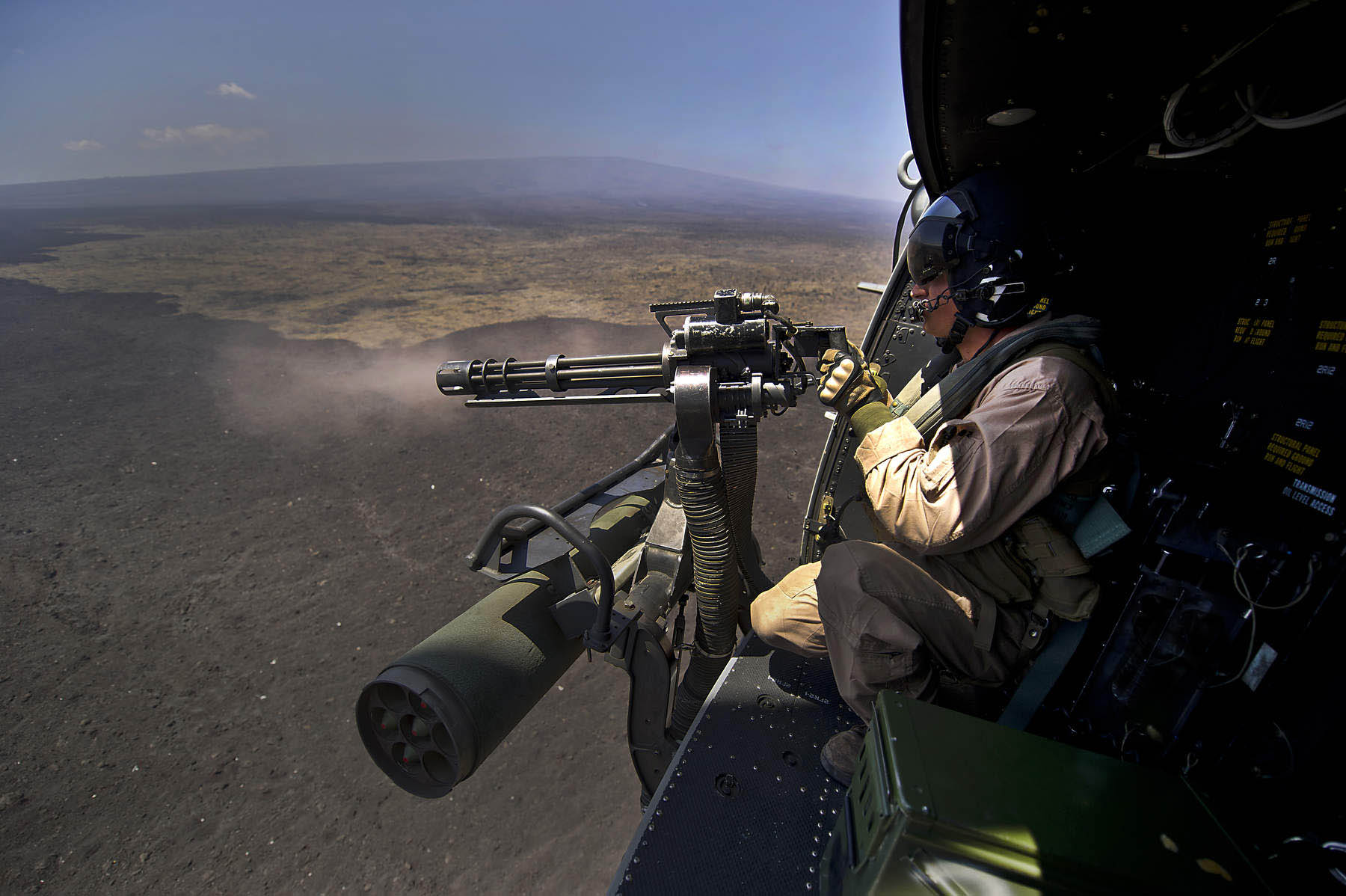
UH-1Y上的機組人員使用GAU-17/A

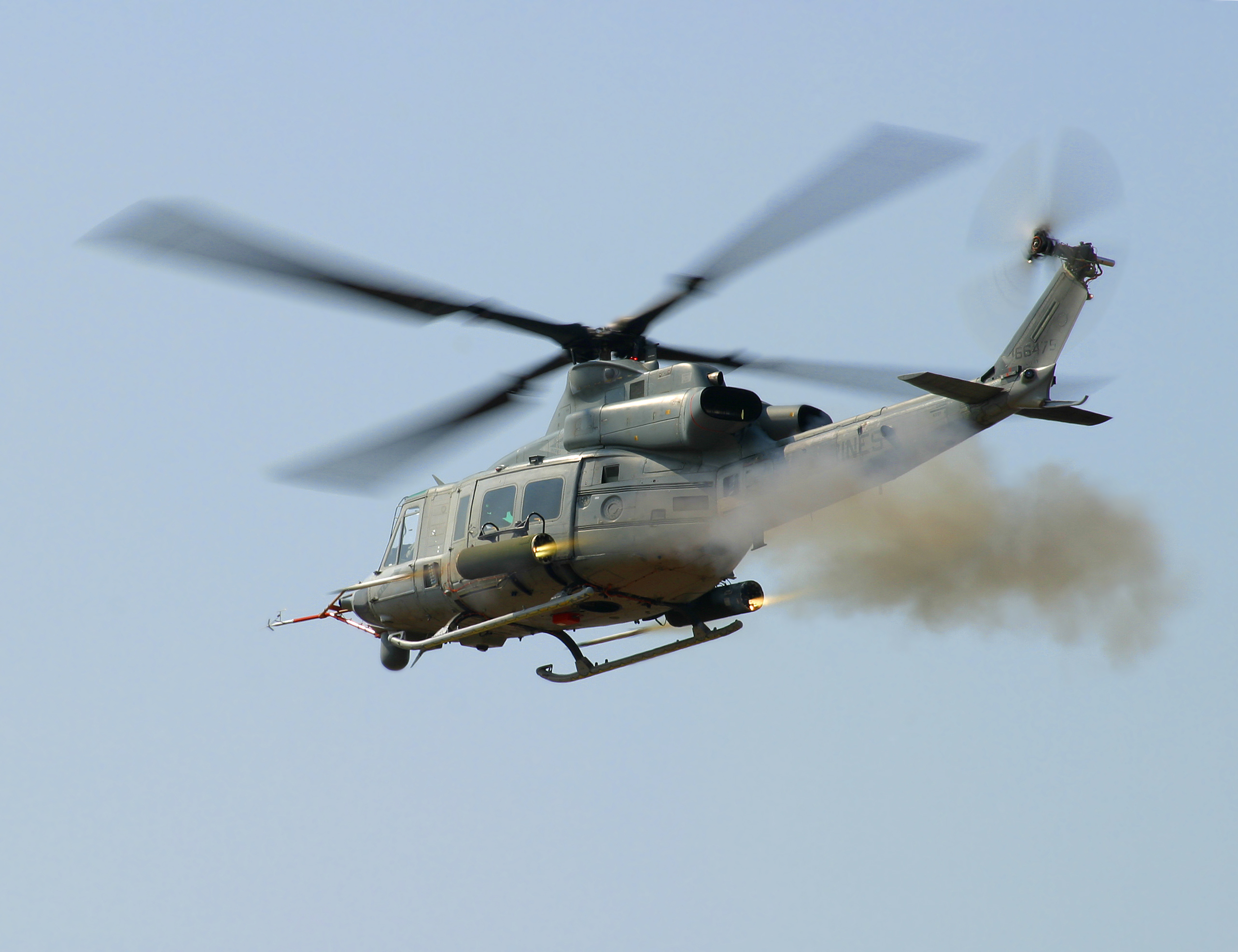
UH-1Y發射Hydra 70火箭彈

- 2外掛點可裝70毫米（2.75英寸）Hydra 70或APKWS II[6] 火箭彈
- 2外掛7.62毫米（.308英寸）M240D通用機槍、.50 BMG白朗寧M2重機槍或7.62毫米GAU-17/A加特林機槍

## 用戶國
- 美国
  - 美国海军陆战队（交货160架）
- 捷克 2019年拍板，選定採購貝爾德事隆的4架UH-1Y[7]；2022年免費獲贈2架UH-1Y「毒液」（Venom）通用直升機[7]